# Stäket
Stäket er et borgerhus i Stora Södergatan i det centrale Lund.
Huset stammer fra 1500-tallet og var i tidligere tider kendt som "Fru Görvels gård" efter Görvel Fadersdotter (Sparre), der som rig enke ejede det i 1500-tallet. Det nuværende navn stammer fra et af medlemmerne af slægten Stäck (ifølge nogle kilder, købmand, Joseph Stäck, ifølge andre dennes søn, kunstneren Joseph Magnus Stack), der ejede huset i løbet af 1800-tallet, da det også fungerede som "studerendekaserne".
I sin nuværende udformning er Stäket et resultat af en renovering i 1957 og har siden da indeholdt en restaurant, også kaldet Stäket.